# Domène
Domène – miejscowość i gmina we Francji, w regionie Owernia-Rodan-Alpy, w departamencie Isère.
Według danych na rok 1990 gminę zamieszkiwało 5775 osób, a gęstość zaludnienia wynosiła 1092 osób/km² (wśród 2880 gmin regionu Rodan-Alpy Domène plasuje się na 149. miejscu pod względem liczby ludności, natomiast pod względem powierzchni na miejscu 1493.).
Przez gminę przepływa rzeka Isère. 